# Villacones
Villacones es un despoblado que actualmente forma parte de la localidad de Salinas de Añana, que está situado en el municipio de Añana, en la provincia de Álava, País Vasco (España).

## Toponimia
A lo largo de los siglos ha sido conocido también con el nombre de Villacon.

## Historia
Documentado desde el año 945, estaba situado alrededor de la actual iglesia de Santa María de Villacones, construida en el siglo XIII sobre la ermita del despoblado.